# Straßensperre Buco di Vela

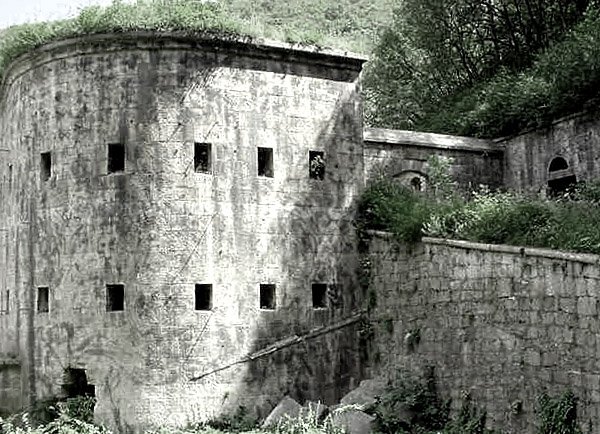
Buco di Vela vor der Restaurierung

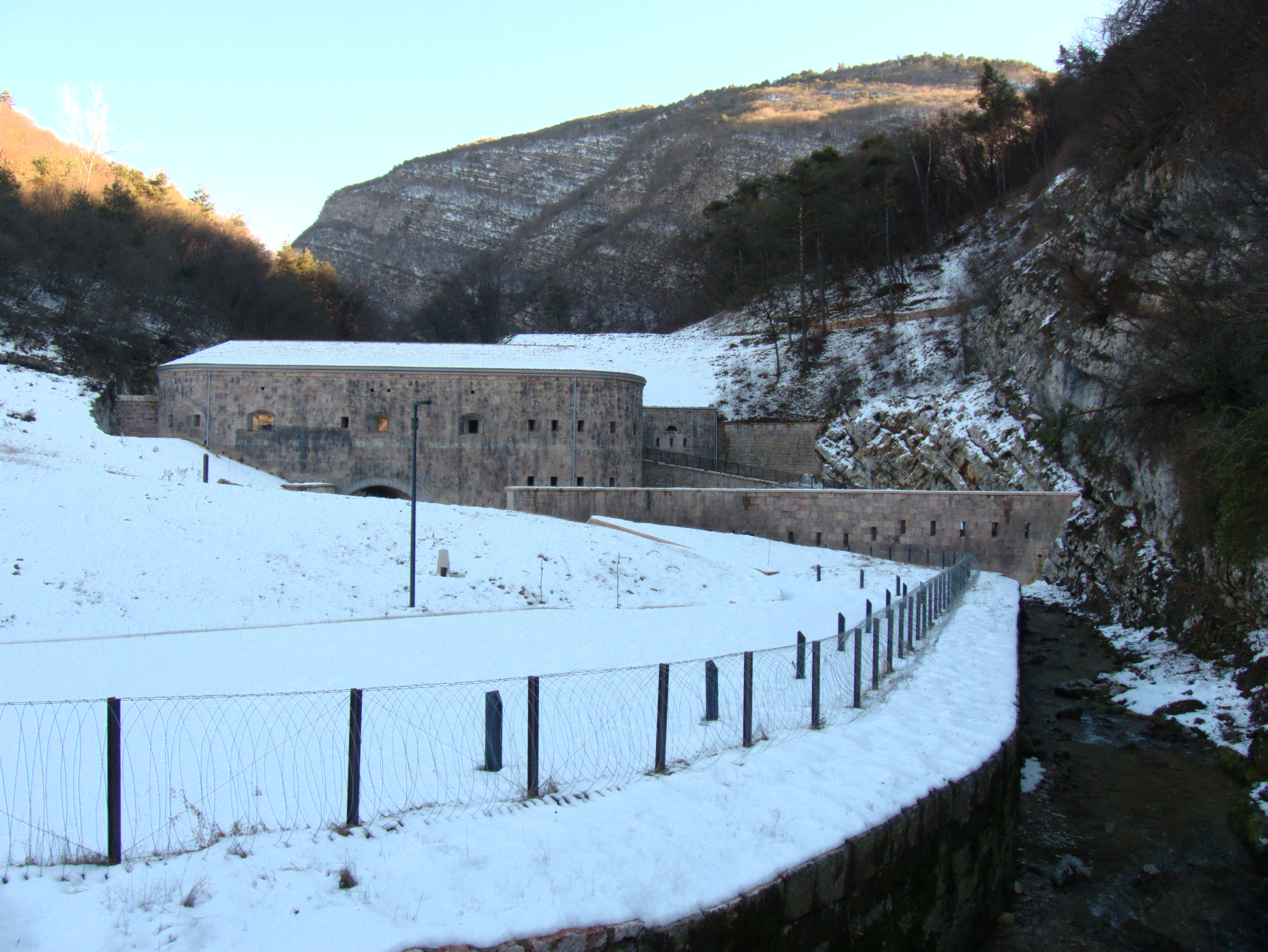
Buco di Vela nach der Restaurierung

Die Straßensperre Buco di Vela war eine isolierte Befestigungsanlage der bis 1918 zu Österreich-Ungarn gehörenden Festung Trient und Teil der österreichischen Festungswerke an der Grenze zu Italien. Aufgabe des Werkes war die Abriegelung des Valle di Rio Vela, durch das die Straße (heutige Strada Statale SS 45) von Riva del Garda nach Trient führt.

## Geschichte
Die (unbekämpfte) Anlage wurde 1860–61 am oberen Eingang des Tales (die Bezeichnung Schlucht wäre zutreffender) errichtet und schottete dieses, bedingt durch die hier vorherrschende Enge der Talwände, vollständig ab.
Durch die frühe Bauweise (in Dolomit und Kalkstein) war das Werk bei Kriegsbeginn bereits völlig veraltet und hätte lediglich einem Überraschungsangriff bzw. Überfall durch feindliche Infanterie standhalten können. Laut Einstufung des Festungskommandos galt die Sperre 1914 als „feldgeschützsicher, minder sturmfrei“, was bedeutete, dass zur Ausschaltung der Sperre bereits 15-cm-Haubitzen ausgereicht hätten.
Die Bewaffnung bestand bei Kriegsbeginn aus zunächst drei 9-cm-Kasemattkanonen M75/96, die später durch drei Stück 9-cm-Kasemattkanonen M4 ersetzt wurden. Dazu kamen zwei Feldkanonen M75 in offener Stellung. Ein Wachhaus lag hinter der Durchfahrt auf der linken Seite. Gedeckt wurde die Sperre durch die Batterie Doss di Sponde, die in geringer Entfernung, südlich auf einem Hügel über der Straße liegt. Beide Werke waren durch eine Poterne miteinander verbunden.
Die Straßensperre Buco di Vela (innerhalb der Verteidigungssektion Nr.V der Festung Trient) wurde im Sommer 1915 vollständig entwaffnet. Das letzte in der alten Anlage verbliebene 9 cm/M04 in der mittleren Kasematte wurde demontiert und in die Flankenkasematte der Kavernenbatterie Spazzadomeneghe (Originalname laut Liste der Sicherungsarmierung der Festung Trient: Soprassasso-West) auf dem Monte Soprassasso aufgestellt. Die aus zwei Feldkanonen 9 cm/M75/96 bestehende Annexbatterie wurde bereits vorher oberhalb auf dem Artilleriestützpunkt Castellar della Groa in gedeckten und halbkavernierten Ersatzstellungen eingebaut. Die beiden anderen bereits vorher demontierten Kasemattgeschütze vom Typ 9 cm/M04 wurden in eine der zahlreichen Kavernenbatterien des Stützpunktes und Ersatzwerkes Monte Celva verbracht. Die Straßensperre diente danach nur noch als Lager, Unterkunft und ggf. als Scheinziel.
Bis zum Jahre 2004 führte die stark befahrene Staatsstraße direkt durch den Torbogen des Werkes hindurch, was zu Schäden am Bauwerk führte. Seit der Fertigstellung des direkt neben dem Werk gebohrten Straßentunnels 2004 wurde die Anlage nicht mehr berührt und lag im Dornröschenschlaf. In der Folgezeit wurde das Bauwerk durch die Souvraintendenza instand gesetzt, mit dem Ziel, den Originalzustand wiederherzustellen. Seit 2011 ist die von der Stiftung „Historisches Museum des Trentino“ unterhaltene ehemalige Straßensperre für Besucher zugänglich. In den restaurierten Räumen befasst man sich mit der Geschichte des österreichisch-ungarischen Festungsbaus, insbesondere mit der Festung Trient.
2018 wurde die Straßensperre Buco di Vela mit dem Europäischen Kulturerbe-Siegel ausgezeichnet.